# În ghearele invizibile ale doctorului Mabuse

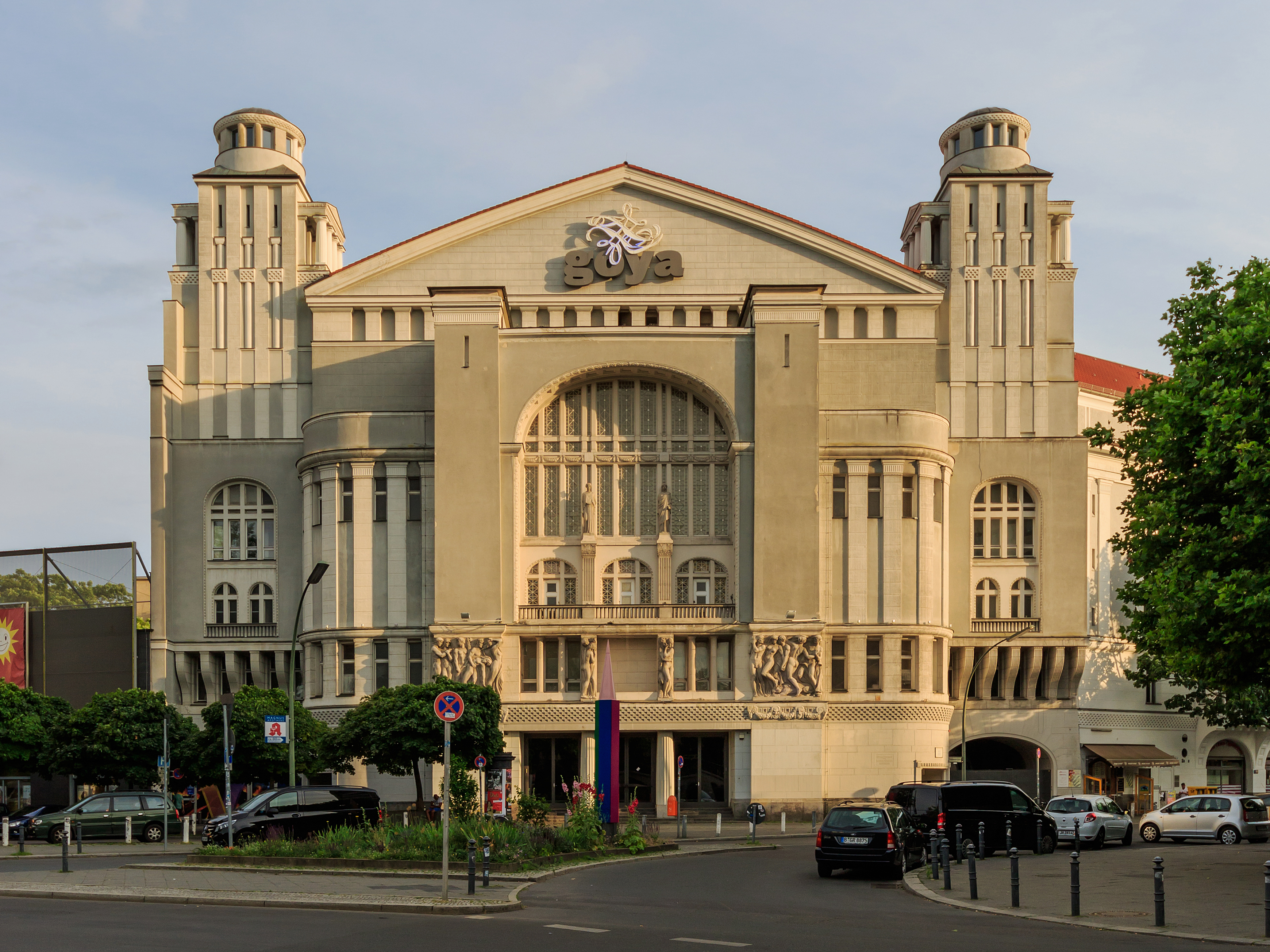
Teatrul Metropol din Berlin

În ghearele invizibile ale doctorului Mabuse  (titlul original: în germană Die unsichtbaren Krallen des Dr. Mabuse) este un film thriller german, realizat în iarna 1961-1962 de regizorul Harald Reinl, protagoniști fiind actorii Lex Barker, Karin Dor, Siegfried Lowitz și Wolfgang Preiss. Este a treia parte a seriei de filme Dr. Mabuse din anii 1960. Scenaristul Ladislas Fodor a scris povestea folosind personajul criminal inventat de Norbert Jacques pe baza unei idei a producătorului de film Artur Brauner.

## Conținut
În timp ce dansatoarea celebră Liane Martin urcă pe scena Teatrului Metropol din Berlin, în spectacolul cu casa închisă, în singura lojă rămasă neocupată, se întâmplă lucruri ciudate. Parcă prin magie, acolo se mișcă un binoclu de operă, un program de spectacol și un scaun. Când un străin observă dintr-o lojă vecină procesul misterios și se ia pe urmele „omului invizibil”, el cadee printr-o trapă în subsolul de recuzite a teatrului. Clovnul Bobo vrea să afle cât știe curiosul, despre „întreprinderea X”. Când străinul rămâne tăcut chiar și la folosirea torturii, el este ucis cu sânge rece, la comanda unui bărbat misterios din culise. Portarul Metropolului observă cum unii mașiniști, duc o valiză izbitor de grea care dispare într-o autoutilitară a firmei de transport „Transas”. Mai târziu, în port se descoperă valiza cu cadavrul...  

## Distribuție
- Lex Barker – Joe Como
- Karin Dor – Liane Martin
- Siegfried Lowitz – comisarul Brahm
- Rudolf Fernau – profesor Erasmus
- Werner Peters – clovnul Bobo / Martin Droste
- Wolfgang Preiss – Dr. Primarius Krone / Dr. Mabuse
- Curd Pieritz – Dr. Bardorf
- Walter Bluhm – portarul
- Hans Schwarz – Max
- Walo Lüönd – asistentul criminalist Hase
- Heinz Gies – opticianul
- Alain Dijon – Nick Prado
- Zeev Berlinsky – bărbatul de la morgă
- Carl de Vogt – recepționerul șef al hotelului din castel